# GOGOワイドらぶらじ
『GOGOワイドらぶらじ』（ゴーゴーワイドらぶらじ）は、静岡放送（SBSラジオ）の平日 14:00 - 18:20（JST）に放送されていたラジオ番組。

## 概要

### GOGOワイド Wテツのらぶらじ
- 前番組『猛烈昼下がりアッパレ!ハレハレ』までは月 - 木曜日をSBSアナウンサーのみで担当していたが、本番組より静岡県外からタレントを招きコーナー出演者を増やすなど、人的に大幅な方向転換を行なっている。
- 月曜日・火曜日は愛知県を中心に活躍するアウトドア系タレント鉄崎幹人とSBSアナウンサーの小沼みのりが担当していたが、2015年9月22日をもって小沼は同番組を卒業した。その後、同年9月28日放送からWAHAHA本舗所属のタレント寺田奈美江が担当。2016年3月28日から寺田が金曜日に移籍し、その後任として、SBSの新人アナウンサー黒田菜月が鉄崎のパートナーとして抜擢された。
- 水曜日・木曜日はミュージシャンの杉原徹（元てつ100%）と元SBSアナウンサーの長谷川玲子が担当。以前は元SBSアナウンサーの橋本奈都江が担当していたが、橋本は2008年12月31日をもって同番組を卒業した。その後は長谷川が2009年1月7日放送より担当。
- 生放送をストリーミングですべて聞くことが聞く事が出来るので、メールなどは静岡県内だけでなく世界中から届けられる（ストリーミングはらぶらじ公式サイトより）。ストリーミングでは音声だけでなく、スタジオの映像も生で見る事ができる。
- 番組名の「Wテツ」は、メインパーソナリティの鉄崎幹人と杉原徹の両名の名前から取っている[1]。

### GOGOワイド 勝山康晴のらぶらじ
- 金曜日はコンテンポラリー・ダンスカンパニー「コンドルズ」のメンバーである舞台プロデューサーの勝山康晴とSBSアナウンサー原田亜弥子（その後、フリーアナウンサーの井川絵美を経て、2016年4月から、月曜から移動の寺田奈美江）の2人で放送する『GOGOワイド 勝山康晴のらぶらじ』[2]。

## 過去

### GOGOワイド くんちゃんのらぶらじ
- 金曜日は元SBSアナウンサー（2009年12月に定年退社）國本良博・SBSアナウンサー原田亜弥子の2人で放送する「GOGOワイド くんちゃんのらぶらじ」。番組開始当初は國本とローカルおかまタレント樹根・元中部日本放送アナウンサー角田美保の3人だった。金曜らぶらじは前番組の『マルキン特大号 くんちゃん樹根りん美保のアッパレ!ハレハレ』から引き続き放送されているために「GOGOワイドWテツのらぶらじ」とは別扱いになっている。
- 2007年9月29日で角田が卒業し、2007年10月5日放送からSBSアナウンサー高塚奈央子が加わる。
- 2010年4月2日、樹根が土曜日午後の番組『満開ラジオ樹根爛漫』に移動し、高塚がSBSを退社するため番組を卒業。
- 2010年4月9日、フリーになった國本と原田の二人による新金曜らぶらじとなった。
- 2013年3月29日をもって國本がパーソナリティを卒業。

## 出演者

### メインパーソナリティ（MC）
月・火曜日
- 鉄崎幹人（愛称：鉄ちゃん）
- 黒田菜月（SBSアナウンサー、愛称：アーサー）

水・木曜日
- 杉原徹（愛称：テツさん）
- 長谷川玲子（もとSBSアナウンサー、愛称：レイチェル）

金曜日
- 勝山康晴（愛称：勝ちゃん）
- 寺田奈美江（WAHAHA本舗、愛称：テラこ）

### キャスタードライバー
静岡県の各地へ飛び、生中継をする女性スタッフ。

### コーナー出演者
- 片川乃里子
  - 火曜日の『クイズ・オタックチャンス！』にレポーターとして出演（不定期）。

### 過去のレギュラー
- 橋本奈都江　2007年4月4日 - 2008年12月31日（水曜・木曜）
- 角田美保　2007年4月5日 - 2007年9月29日（金曜）
- 高塚奈央子　2007年10月5日 - 2010年4月2日（金曜）
- 樹根　2007年4月5日 - 2010年4月2日（金曜）
- 守屋知栄　2007年4月 - 2007年9月
- 海野圭子　2007年9月 - 2010年9月（レポーター）
- 松千代　2007年4月 - 2007年10月
- DJカツヨシ　2007年4月 - 2009年3月以前? （レポーター）
- 國本良博　2007年4月5日 - 2013年3月29日（金曜）
- 小沼みのり 2007年4月2日 - 2015年9月22日（月曜・火曜）
- 原田亜弥子 2010年4月9日 - 2015年2月13日をもって産休、のち降板（金曜）
- 井川絵美 2015年2月27日 - 2016年3月25日（金曜）

### 過去のコーナー出演者
- 小梁圭子 不明 - 2012年3月
  - スリープマスター、ピローアドバイザー。第3火曜日の『小梁圭子の快眠納得相談』に出演していた[3]。
- 遠山由美 不明 - 2012年3月 シニア野菜ソムリエ
  - 火曜日の『情報五つ星・キッチン奉行！遠山のゆみさん』[4]に出演。
- 杉村喜光 2007年4月 - 2016年3月24日
  - 月曜日 - 木曜日の『らぶらじ。2時のうんちく劇場』に電話で出演。
- 塩沢香織 不明 - 2016年3月
  - 元キャスタードライバー。水曜日の『街角ラブラブスクーピー』にレポーターとして出演。

## タイムテーブル
- 14:00 - オープニング
- 14:15 - ブレイクザニュース
- 14:25 - メッセージ&ミュージック
- 14:30 - 静岡の街角へ Let's groove!groove!Scoopy
- 14:40 - ラジオショッピング
- 14:44 - メッセージ&ミュージック
- 14:52 - 交通情報・天気予報
- 15:00
  - てっちゃんねる（月曜・火曜）
    - 静岡おいしい未来予想図（月曜1 - 4週のみ）

  - テツちゃんねる（水曜・木曜）
  - かっちゃんねる（金曜）
- 15:10 - メッセージ&ミュージック
- 15:15 - らぶらじ☆ライフ
  - ドーンと釣ってみよう!（月曜1 - 2週）
  - がんばれ高校生 ミルクで元気（火曜2週）
  - 方広寺・法ちゃんの煩悩ラジオ（火曜4週）
  - 高森有紀のほっこりタイム（木曜3週）
  - いちまるホーミングpresents 教えて! リフォーム博士（金曜4週）
- 15:25 - 交通情報・天気予報
- 15:28 - メッセージ&ミュージック
- 15:35 - ラジオショッピング
- 15:40 - 今日の聞いてみよう
- 15:50 - メッセージ&ミュージック
- 16:00 - アステラス製薬 明日も元気!（TBSラジオ制作）
- 16:10 - らぶらじYou gottaスタジアム
  - らぶらじ 園児のつぶやき（水曜）
- 16:25 - あなたにハッピー・メロディ（2016年10月3日 - 、ニッポン放送制作）
- 16:35 - 愛情運転パトロール
- 16:45 - ラジオショッピング
- 16:49 - メッセージ&ミュージック
- 17:00 - ニュースパレード（文化放送制作）
- 17:15 - おつかれScoopy
- 17:23 - 交通情報・ニュース
- 17:30 - ネットワークTODAY（TBSラジオ制作）
- 17:40 - ネットワークフラッシュ（同上）
- 17:42 - "ほっと"インフォメーション（同上）
- 17:46 - 
  - 本当に深い時間になってきました（月曜 - 木曜）
  - カツシュラン（金曜）
- 17:50 - ミュージックスクランブル（ニッポン放送制作）
- 18:00 - 今日の出来事まるわかり らぶらじタブロイド
- 18:15 - エンディング・天気予報

出典：GOGOワイドらぶらじ 公式サイト

## 番組の歴史

### 2007年
- 2007年4月1日：「昼間なのに前夜祭」静岡市で全出演者が集まっての公開生放送。小沼みのりは不参加。
- 2007年4月2日：『GOGOワイドWテツのらぶらじ』放送開始。
- 2007年5月22日：らぶらじ街頭生放送中にTBS『リンカーン』が乱入。静岡がもっとも視聴率が悪いということで、朝からSBSのテレビなどに浜田雅功・さまぁ〜ず・キャイ〜ンが乱入。
- 2007年8月18日：焼津を歌おう！オーディションに「杉原徹とスクーピーズ」が出場。番組でオーディションの話題を取り上げた事がキッカケとなってボーカル杉原徹&ダンサー門田直子・渡邊愛で出演し、オーディションを盛り上げたという事で特別賞を受賞。
- 2007年12月26日：第一回らぶらじ静岡検定。番組開始9ヶ月で鉄崎・杉原両人がどれだけ静岡を愛しているかの試験。点数の悪い方が罰ゲームをするという趣旨だったが、共に10点満点で4点という低水準。追試が決定した。

### 2008年
- 2008年1月9日：第一回らぶらじ静岡検定・追試を行った。
- 2008年2月18日：東海道線各駅停車の旅で第一回らぶらじ静岡検定罰ゲームを実施。
- 2008年3月28日：キャスタードライバーの熊谷和加奈・小川啓子・江藤礼子・渡邊愛が卒業。
- 2008年3月31日：放送時間がそれまでの13:00 - 15:50より10分枠大の13:00 - 16:00に変更。
- 2008年3月31日：キャスタードライバーの新貝真美・新海絵里子・平沢有樹子が新たに加わる。
- 2008年4月22日：「スリランカに眼鏡とボールペンを」キャンペーンで集まった眼鏡とペンをスリランカ大使館の方へお渡し。贈呈式のために水木組もスタジオ入りし、初の4人での放送。
- 2008年5月20日：新静岡センター南口からの公開生放送・の予定が前日に大型台風により中止が決定。しかし当日はこれ以上無いほどの晴天になる。
- 2008年8月11日：サントムーン柿田川のサテライトスタジオ「リスパ」で初の静岡東部での公開生放送。小沼が浴衣で登場し、鉄崎は炎天下を汗だくになりながら走り回った。杉村喜光が登場し、呼ばれてもいないDJカツヨシも乱入した。
- 2008年10月12日：ツインメッセ静岡で開催の「ハツピース!!プロジェクト 子育て来楽部」の一環として、ジャガー横田をゲストに迎えて『らぶらじスペシャル ジャガー横田の子育てトーク』の収録が行われた（放送は19日9時 - 9時30分 司会進行は鉄崎と小沼）。
- 2008年10月17日：樹根がキャスタードライバー今村直美とともに「元気発見団! もてなしの伊豆西海岸」の一環として、加山雄三ミュージアムなど伊豆西海岸の施設をリポート。
- 2008年10月20日 - 10月24日：エンディングで「曜日対抗らぶらじ運動会」が実施された（主にしりとり）。
- 2008年10月26日：浜北総合体育館グリーンアリーナで開催の浜北産業祭において「樹根とテツのらぶらじスペシャルミックスライブin浜北産業祭」の収録が行われた（放送は11月2日15時 - 15時30分）。
- 2008年12月23日：火曜日に、地球温暖化対策への取り組みとしての新コーナー「ラジオうちエコ!応援団 目指せ!宴の達人」がスタートした（2009年03月で終了）。
- 2008年12月30日：『宴でうちエコ!プロジェクト・らぶらじファーム収穫祭』と題して、SBS本社正面玄関前から生中継。パーソナリティー自らが育てた"顔の見える野菜"の即売会や豚汁（通称"小沼汁"）の配布や餅つきなどが行われた。
- 2008年12月31日：メインパーソナリティーの一人、水木担当の橋本奈都江が番組を卒業。エンディングでは、鉄崎&小沼、DJカツヨシ、海野圭子も登場して橋本奈都江の門出を祝った。
- 2008年12月31日22:00 - 2009年1月1日：『カウントダウン2009 Wテツのモ〜止まらない!』と題して3時間の生放送が行われた。エスパルスドリームプラザの「年越しかっぽれ」中継なども行われた。

### 2009年
- 2009年1月7日：長谷川玲子が水・木レギュラーに加わる
- 2009年2月22日：エコパで開催の「エコパ花の郷 春よ恋まつり2009」内で『樹根とテツのらぶらじスペシャルミックスライブ』を開催（中継生放送は14:00 - 14:30）
- 2009年3月3日 - 3月4日：第二回らぶらじ静岡検定。結果は鉄崎幹人=50点、杉原徹=60点で杉原徹の勝利。鉄崎が罰ゲームを受けた。
- 2009年3月5日：「ジュビロ磐田応援スペシャル」と題して、チケットプレゼント（ヤマハスタジアムでのモンテディオ山形戦）など、ジュビロ磐田に関する話題が放送された。
- 2009年3月27日：キャスタードライバー平沢有樹子と新貝真美が最後の出演。
- 2009年5月26日：女性パーソナリティーでココロがブサイク（性格が悪い）な人を決めるコンテスト「らぶらじWBC（ワタシ・ブサイク・コンテスト）」がこの日に開催。結果は高塚奈央子=2点、小沼みのり=6点、長谷川玲子=8点で長谷川玲子の優勝。長谷川が罰ゲームを受けた。
- 2009年7月23日：はままつ地ビールレストラン マイン・シュロスに於いて「樹根のサマーナイト2009@マイン・シュロス」を開催。司会は國本良博と高塚奈央子。パートナーは、以前放送の『幻のBAR樹根の館』でもパートナーを務めたスパニッシュ・ギター奏者の柴崎茂。
- 2009年8月11日：午前5時に駿河湾を震源とする最大震度6弱の地震が発生。小沼は朝8時台から11時半まで報道特番でテレビでニュースを読み、1時から通常通り『らぶらじ』を務め、さらに夕方6時台の『SBSイブニングeye』を務める。局内もCDなどが散乱するなどの被害を受ける。
- 2009年12月8日：放送700回を達成
- 2009年12月23日：スタジオリスパで、長谷川玲子がパーソナリティになった水木組としては初の公開生放送を開催。番組テーマは「クリスマスざんげ大会」。
- 2009年12月31日 - 2010年01月01日：『年末カウントダウン2010! くんちゃんでGOGO!樹根でガオー!!』放送。名物アナウンサー國本良博の"ありがとう定年退社式"、國本大明神・イタコ樹根・巫女高塚の厄払いコーナー、エスパルスドリームプラザの「年越かっぽれ」中継などが行われた。キャスタードライバー杉本のぞみが最後の出演。

### 2010年
- 2010年1月25日：同年最初の公開生放送をリスパで開催。「らぶらじ☆Chuキャスターオーディション決勝大会」も同時開催。
- 2010年2月21日：エコパで開催の「エコパ花の郷 春よ恋まつり2010」内で、『樹根とテツのららららぶらじライブ』を開催（中継生放送は13:30 - 14:00）。
- 2010年3月31日：番組開始当初からキャスドラを務めていた今村直美が卒業。
- 2010年4月2日：金曜『らぶらじ』放送150回目。樹根と高塚奈央子が番組を卒業。樹根と國本の14年に渡るコンビが終止符を打つ事となる。
- 2010年4月9日：原田亜弥子が金曜レギュラーに加わる。
- 2010年4月29日：キャスタードライバー杉本未希がレギュラーに加わる。
- 2010年5月26日：キャスタードライバー鈴木美花がレギュラーに加わる。

### 2012年
- 2012年3月5日：放送開始から1回も休む事無く続いている「うんちく劇場」放送1000回を記録。
- 2012年4月2日：放送開始5周年に突入。

### 2013年
- 2013年3月29日：番組開始当初から金曜パーソナリティを担当してきた國本良博が卒業。
- 2013年4月1日：番組放送時間が50分延長し、3時間50分に枠拡大。「情報五つ星」と「テツの鉄板!」のコーナーが16時台に移行。1時台から4時台まで、毎時間ラジオショッピングのコーナーが放送される。
- 2013年4月5日：勝山康晴が金曜日の新パーソナリティとして登場。
- 2013年4月23日：うんちく劇場をまとめた書籍の第一弾『日めくりうんちく劇場・雑学カレンダー5〜8月編』が静岡新聞社より刊行された。
- 2013年8月30日：うんちく劇場をまとめた書籍の第二弾『日めくりうんちく劇場・雑学カレンダー9〜12月編』が静岡新聞社より刊行された。
- 2013年12月20日：うんちく劇場をまとめた書籍の第三弾『日めくりうんちく劇場・雑学カレンダー1〜4月編』が静岡新聞社より刊行された。
- 2013年12月31日：男性パーソナリティー3人（鉄崎・杉原・勝山）のみで送る年越企画『男盛りの年越し特番 2014年! 馬耳東風!』を、夜9時から2014年午前1時まで放送[5]。

### 2014年
- 2014年3月12日：サッポロビヤホール・銀座ライオン浜松店において、各曜日のメインパーソナリティーが全員参加のイベント「らぶらじオールスターズ謝恩会2014」を開催した[6]。
- 2014年4月15日：水・木のコーナーの内容をまとめた書籍『園児のつぶやき―魔法のことばをありがとう』ISBN 978-4783822455 が静岡新聞社より刊行された。
- 2014年10月3日：「徳川家康公顕彰四百年記念事業」の一環として、この日から毎週金曜日にラジオドラマ『STAND UP!〜シズオカ独立宣言! 家康再起動〜』がスタート（2015年3月27日まで、全26話）。
- 2014年10月13日：この日、東日本大震災復興支援イベント「GOGOワイドらぶらじin東北の本当においしい食まつり」を、浜松市ギャラリーモール・ソラモで開催予定だったが、台風19号接近にともない、安全面を考慮して中止[7]。
- 2014年12月9日：サッポロビヤホール・銀座ライオン浜松店にて、水・木パーソナリティーの杉原・長谷川とゲストのビリー片田を迎えて「昭和歌謡を皆で歌って楽しもう!」というイベント「SBSラジオ 歌声喫茶〜僕らが愛した青春ソングス〜」を開催した。
- 2014年12月31日：この日の22:00から元日の深夜1:00まで、勝山がメインパーソナリティー、アニメ評論家の藤津亮太などをゲストに迎えて『SBSラジオ アニメ・まんがまつり〜オタクでゆく年 オタクにくる年〜』を3時間生放送した[8]。

### 2015年
- 2015年1月19日 - 1月20日：この週は小沼が冬休みのため、19日はタレントの井川絵美、20日はフリーアナウンサーの浅利そのみが代理を勤めた[9][10]。
- 2015年3月11日：マナーハウス エリザベート 3階チェスターにて「らぶらじディスコdeナイトフィーバー」を開催。鉄崎が謎のDJ Mickyに扮したほか、『ほのぼのワイド 中村こずえのsmile for You』のMC中村こずえがスペシャルゲストとして登場。小沼も『イブアイしずおか』終了後に会場へ駆けつけた[11]。
- 2015年3月28日 - 3月29日：静岡市民文化会館中ホールに於いて、勝山がプロデュースを行い同番組内でラジオドラマ版が放送された『STAND UP!〜シズオカ独立宣言! 家康再起動〜』の舞台版の上演が行われた[12]。
- 2015年3月30日：放送時間が2年ぶりに13:00 - 16:00に戻る。
- 2015年9月12日：焼津市のSPECIAL FORCEにて、サバゲーアイドルの転校少女歌撃団をゲストに迎えた金曜らぶらじの公開録音『らぶらじサバゲー大作戦!〜SPECIAL FORCEの攻防〜』が行われた[13]。
- 2015年9月22日：この日をもって、番組開始から月・火曜パーソナリティーとして活躍してきた小沼が番組を卒業した[14]。
- 2015年10月3日：青葉シンボルロードB5ブロックにて開催の「すんぷ秋のビールまつり」の特設ステージで、『らぶらじ』（水・木曜）と土曜の人気番組『満開ラジオ樹根爛漫』がコラボした公開生放送『らぶ×爛漫太鼓判! すんぷ秋のビールまつりスペシャル』を、同日13:00 - 15:00（通常は『樹根爛漫』の放送時間）に放送した。出演は杉原・長谷川と樹根[15]。
- 2015年12月31日：この日、21:00 - 元日深夜1:00まで、勝山とSBS新人アナウンサー黒田菜月がメインパーソナリティー、アニメ評論家の藤津亮太、七海あくあ（コスプレイヤー・タレント）などをゲストに迎えて『SBSラジオ アニメ・まんがまつり〜オタクでゆく年 オタクに来る年〜』を4時間生放送した[16]。

### 2016年
- 2016年1月6日 - 1月7日：この週は長谷川が正月休みのため、6日は寺田奈美江、7日は井川絵美が代理を務めた[17]
- 2016年2月19日：この日は勝山がラオスでのコンドルズ公演のため休み。お笑い芸人のヒロシが代理を務めた[18]。
- 2016年2月27日：この日、ツインメッセ静岡北館で開催の「オトナライフ応援キャンペーン オトナハク」にて、同日13:00 - 15:00に鉄崎がメインMC、ゲストにパンツェッタ・ジローラモを迎えての公開生放送「てっちゃん・ジローラモのオトナ講座」が開催された[19]。
- 2016年3月8日：昨年行われた「らぶらじディスコdeナイトフィーバー」をサッポロビヤホール銀座ライオン浜松店にて開催。鉄崎が謎のDJ Mickyに再び扮するほか、Namie（寺田奈美江）・Emi（井川絵美）も参加[20]。
- 2016年3月13日：この日、静岡市と富士市から女子パーソナリティー3人（寺田・長谷川・井川）とともに伊豆・村の駅、伊豆・三津シーパラダイス、江間いちご狩りセンターを巡るバスツアー「らぶらじ春のお楽しみ 伊豆満喫ツアー」を開催。なお、本イベントは募集開始とともに満員となったためキャンセル待ちが続いた[21]。
- 2016年3月13日：静岡市清水区で開催の「防災フェスタinしみず2016」の会場で、SBS×K-mix共同制作防災特別番組『ラジオと一緒に〜その時に備えて』を公開録音。出演は鉄崎幹人（SBSパーソナリティー）と南真世（K-mix『おひるま協同組合』パーソナリティー）。ゲストに静岡大学防災総合センターの岩田孝仁教授と、宮城県南三陸町出身で被災の語り部・田畑祐梨さん。放送日は、SBSが20日(日)午前9時半、K-mixが23日(水)12時50分頃（『おひるま協同組合』内）[22]
- 2016年3月28日：放送時間が14:00 - 18:20に拡大。過去最大の4時間20分の放送時間に。[23]
- 2016年5月15日：この日、熊本地震の復興を応援しようと、鉄崎と「海洋楽研究所」所長の林正道の2人による「鉄っちゃん・おっちゃん 海洋楽教室」が静岡市駿河区のアピタ静岡店で開かれた[24]。
- 2016年5月26日：この日、現行メンバーになってから初のイベント「らぶらじワンナイトショー」を、サッポロビヤホール銀座ライオン浜松店で開催[25]。
- 2016年7月15日：この日は勝山が昨年にも開催した静岡市民文化会館とのタイアップ公演のプロデュースのため休み。ピンチヒッターとして、SBSのニューフェイス・アナウンサー桑原秀和が代理を務めた[26]。
- 2016年8月26日：この日（前の週8月19日も）は、勝山がコンドルズの公演のため二週連続で休み。ピンチヒッターとして、19日はSBSの桑原秀和アナウンサー、26日はブリーフ&トランクスの伊藤多賀之が代理を務めた[27]。
- 2016年9月9日：この日は、勝山がNHKホールでのコンドルズ公演のため休み。ピンチヒッターとして、ポカスカジャンのリーダーで、寺田の事務所の先輩でもある大久保ノブオが代理を務めた[28]。
- 2016年10月29日：ツインメッセ静岡にて、『アナらじ』とのコラボ企画イベント「アナらじスペシャル inふじのくに交通安全県民フェア」を同日15:00 - 16:00に生放送。司会は柳澤亜弓・高木萌香アナウンサー（黒田菜月アナウンサーは、当日生放送のテレビ『みなスポ』出演のため休み）で、スペシャルリポーターとして鉄崎幹人も登場した[29]。
- 2016年11月24日：今年2回目の「らぶらじ ディスコdeナイトフィーバーin銀座ライオン浜松」を開催。鉄崎幹人がDJ Mickyに三度扮するほか、ディスコ世代のNamie（寺田奈美江）とNatsuki（黒田菜月）も参加[30]。
- 2016年11月25日：この日、寺田奈美江に代わって黒田菜月が勝山のパートナーを勤めた[31]。
- 2016年12月11日：2017年の大河ドラマ『おんな城主 直虎』（NHK）で盛り上がる観光スポット（奥浜名湖・舘山寺エリアの井伊直虎ゆかりの地）を鉄崎幹人と黒田菜月アナウンサーと巡るバスツアー「てっちゃん＆菜月と行く直虎ツアー」を開催[32]。

### 2017年
- 2017年1月28日：この日、富士市のBESS富士展示場にて「アウトドアの達人てっちやんと薪ストーブ＆BESSのログハウスで楽しもう!」イベントを開催[33]。
- 2017年3月19日：この日、浜松市のサッポロビヤホール銀座ライオン浜松店にて、「SBSラジオ らぶらじオールスター感謝祭 ファイナル」を開催。[34]。